# PRICELESS~있을 리 없잖아, 그런 거!~
《PRICELESS~있을 리 없잖아, 그런 거!~》(일본어: PRICELESS〜あるわけねぇだろ、んなもん!〜 プライスレス〜あるわけねぇだろ、んなもん!〜[*])는 2012년 10월 22일부터 12월 24일까지 후지 TV 계열의 매주 월요일 21:00 ~ 22:54의 〈게츠쿠〉 시간대에 방송된 일본의 텔레비전 드라마이다. 주연은 키무라 타쿠야. 공식 사이트의 로고 디자인에서는, 〈PRICELE$S〉로, S의 1자가 〈$〉의 표기이다.
캐치프레이즈는, 〈웃는 게, 가치. 지.〉.

## 개요
《달의 연인~Moon Lovers~》이래 2년 만의 후지 TV 계열 연속 드라마 주연이 되는 SMAP의 키무라 타쿠야. 본작은 드물게 코미디이다. 카리나나 사무소 후배 후지가야 타이스케 등과도 출연한다. 덧붙여 키무라 타쿠야가 주연을 맡은 연속 드라마로서는 2011년 10월기에 방송된 TBS 계열의 《남극 대륙~신의 영역에 도전한 남자와 개의 이야기~》이래, 1년 만이다.
첫회 종료 후에는 키무라가 일원이기도 한 SMAP의 관 프로그램이기도 하며, 레귤러 프로그램이기도 한 《SMAP×SMAP》의 생방송 스페셜에도 출연했다.

## 등장인물

### 해피니스 보온병
킨다이치가 세운 회사. 회사명은 세운 3명이 가난한 생활로 전락하다 들어온 〈코후쿠소(행복장)〉에서 유래하여, 보온병 사업을 철수한 미라클로부터 하청 회사를 이어받았다. 신흥 회사이지만 〈궁극의 보온병〉의 히트에 의해 한때는 명성을 얻게 되지만, 미라클에서 보온병 기술 특허 침해로 소송이 제기되어 유일한 상품인 보온병이 판매 중지에 빠져 부득이 폐업, 하청 종업원을 미라클로 옮기는 것이 되었다.
킨다이치 후미오 (38) - 키무라 타쿠야 (SMAP/어린 시절:요코야마 켄타로)
당초 미라클 보온병 영업 기획부 과장으로, 사내에서는 누구에게나 가까운 분위기 메이커적인 존재였다. 어느날 돌연 기억에 없는 죄를 덮어 씌어져, 회사를 해고 당해, 집을 잃어, 휴대 전화도 강에 흘러가 버려, 가난뱅이로 전락. 마리오카 형제와 만나 코후쿠소에 들어가, 가난한 사람의 처세술을 배워 간다. 핫도그 포장 마차 영업을 거쳐 자신의 회사인 해피니스 보온병을 설립하고, 그 사장으로 취임한다.
모아이 켄고 (46) - 나카이 키이치
당초 미라클 보온병 영업 기획부 부장으로, 킨다이치의 상사였다. 존재감이 없고 근처에 있어도 눈치 채이지 않을 때가 많다.
킨다이치의 해고 철회를 요구하고 자이젠을 교섭하지만, 거꾸로 자이젠에게 협박당해 아무 말도 못하고 새로운 입막음을 위해 토이치로와 자이젠의 책략으로 영업 총괄 본부장으로 승진까지 한다. 선대와는 확실히 다른 경영 방침에 처음엔 따르고 있었지만, 명령받은 가혹한 노르마를 달성한 회사마저 자르는 방식에 분노하여, 토이치로에게 진언하고 퇴직했다. 아내에게도 일방적으로 이별을 통지 받고, 갈 곳을 잃어 코후쿠소에 몸을 담게된다. 처음에는 재취업하여 이 상황에서 벗어나려고 생각해 내정까지 받았지만, 킨다이치의 핫도그 포장 마차의 도움이나 츠지와의 대화를 통해, 미라클 보온병 설립 초기에 무엇보다 아끼던 보온병 만들기의 원점을 떠올리며, 킨다이치와 함께 지내기로 결단한다.
니카이도 사야 (27) - 카리나
당초 미라클 보온병 경리부였다. 휴식 시간에는 주식 거래에 흥미를 느끼고 있다. 부정한 영수증 발행이나 잔업 신청 등을 허락하지 않고, 부정한 사안을 찾아냈을 때는 철저하게 조사한다.
기밀 정보 누설의 범행 당일이라고 하는 날의 킨다이치의 알리바이를 알게 된 일을 발단으로, 킨다이치의 해고에 대해 추궁하려 하지만, 한직인 사사 편찬실로 이동의 내시가 내려진다. 그래도 포기하지 않고 조사를 계속해, 전무의 책상을 조사하고 있던 것을 들켜 징계 해고 처분이 된다. 게다가 편애하고 있었던 주식도 폭락하고, 사원 기숙사에서도 쫓겨나, 코후쿠소로 오게 된다. 방이 만실에다가 살 곳도 없어서 어쩔 수 없이 킨다이치와 룸 쉐어를 하게 되고, 그의 행동에 휘말려 나가게 된다.
해피니스 보온병에서는 임원이 되어, 수면 시간을 내서까지 경영 스케줄의 설정과 작업 공정의 재검토를 하여 공헌한다. 한때는 자신의 생각과는 다른 킨다이치와 모아이의 회사 경영 방침에서, 회사가 설 자리는 없다고 느끼고, 코후쿠소를 떠나 토이치로의 권유에 따라 그의 비서가 되지만, 토이치로의 결과 중시의 방식에 반발하고 〈미라클 일렉트로닉스〉 퇴사, 해피니스 보온병에 돌아온다.

### 미라클 보온병
중반, 〈미라클 보온병〉은 매출의 주류인 가전 사업 중심으로, 보온병 사업에서 철수해 회사명을 〈미라클 일렉트로닉스〉로 바꿨다. 그러나, 종반에서는 킨다이치에 의한 경영 재건에 따라 보온병 사업으로 복귀하면서 이름도 원래대로 돌아갔다.
오오야시키 토이치로 (40) - 후지키 나오히토
1972년 10월 16일생. 당초 미라클 보온병 부사장이었지만, 이복 동생인 킨다이치에게 사장 자리를 물려주겠다는 아버지의 유언을 묵살하고, 차기 사장으로 취임한다.
에노모토 코타로 (25) - 후지가야 타이스케 (Kis-My-Ft2)
미라클 보온병 영업 기획부 사원. 중대한 업무상의 미스를 범했을 때에도 거래처에 함께 나가 사죄해 주는 상사 킨다이치의 인품을 존경하고 있었다.
자이젠 슈 (55) - 잇세이 오가타
전무. 토이치로의 판단에 따라, 은폐 공작에 여념이 없다.
오오야시키 이와오 - 나카무라 아츠오 (제1·9화/특별 출연)
미라클 보온병을 일대에 구축한 창업자. 죽기 직전에 아들 토이치로에게 〈너는 사장의 그릇은 아니다. 회사는 이복 남동생에게 맡긴다〉라고 한 말을 남기고 타계한다.

### 코후쿠소
마리오카 칸타 (11) - 마에다 오시로 (마에다마에다)

마리오카 료타 (7) - 타나카 카나오

토미자와 모에 (19) - 코지마 하루나 (AKB48) (제3 ~ 5, 7 ~ 최종화)
1993년 2월 14일 출생. 자신의 코스프레 사진을 찍어 파는 노상 아이돌.
고다 타케오 (52) - 사카이 토시야
1호실 거주자. 점쟁이.
오오시마 하루키 (36) - 시부카와 키요히코
2호실 거주자. 무직.
마리오카 이치린 (64) - 나츠키 마리
마리오카 형제의 주모. 증발하고 집을 뛰쳐나간 아들 대신에, 손자를 돌보고 있다.
킨다이치로부터 하숙의 신청이 있었을 때에 1일 500엔을 지불하는 것을 조건으로 내, 돈은 1엔도 버는 것은 어렵다고 재차 돈의 중요함을 말해준다.

### 그 외
히로세 요코 (24) - 렌부츠 미사코
최근, 킨다이치와 교제하기 시작한 여자. 소식 불통이 된 그를 걱정하고, 직장의 접수처에 이야기를 들으러 가지만 해고되었다고 충격적인 내용이 전해진다.
히로세 료이치 - 쿠사카리 마사오 (제4 ~ )
후지사와 켄 (45) - 마스 타케시
바의 마스터. 정에 얽매여, 돈이 부족한 단골객이었던 킨다이치를 800엔의 급료로 1일만 고용한다.
킨다이치의 인품을 잘 알고 있어, 문제를 일으키고 회사를 해고 당했다고는 도저히 생각되지 않는다고 그를 격려한다.
츠지 - 시가 코타로 (제5 ~ )
미라클 제작소 사장. 미라클 보온병의 보온병 제조 현장의 요점이라고 할 수 있는 인물.
노미 미노루 - 카가와 테루유키 (제6 ~ 7화, 최종화)
경제 잡지 〈Business paper〉 기자.
모아이 리코 - 미야지 마사코 / 모아이 나미 - 이쿠라 마나미 (제3 ~ 4화)
모아이의 가족.

### 게스트
사와타리 마사오 - 오카야마 하지메 (제1·6·최종화)
에디 전기 총무부장. 낚시가 취미. 에노모토의 상품 반입 미스로 계약을 끝내려하고 있었지만, 킨다이치의 응대하는 태도가 좋아 다시 생각하여 계약을 갱신한다.
겐 씨 - 고즈 타케오 (제1 ~ 4·8화)
미라클 보온병에서 해고되고, 집도 잃었던 바로 직후에 어찌할 바를 몰라하고 있던 킨다이치에게, 추위를 이겨내도록 하기 위해서 신문지를 나누어 준 노숙자. 그 후, 과거에 공장 근무의 경험이 있는 노숙자 동료를 킨다이치에게 소개한다.
쿠라우치 벤 - 사토이 켄타 (제2화)
미라클 보온병 사사편찬실 실장.
사쿠라 타츠히코 - 키무라 유이치 (제2 ~ 4화)
중화 요리점 주인. 사야와 같은 야마나카 유키모리의 팬. 마리오카 형제가 가지고 있던 야마나카 유키모리의 피규어와 교환 조건으로 킨다이치를 아르바이트로서 고용한다.
40대로 샐러리맨을 그만두고 독립하여 포장마차로부터 라면집을 세워, 가게를 짓기까지 되었지만 컨디션 불량으로 일시 휴업을 피할 수 없게 된 것이나 근처에 생긴 라면집의 영향도 있어 손님이 멀어져, 완전히 할 마음을 잃어버렸었다.
토쿠이치 - 토쿠이 유 (제4화)
노숙자가 되기 전에는 공장에서 일하는 솜씨가 뛰어난 직인이었다. 동료인 겐 씨의 부탁으로 킨다이치를 도와준다.
사가미가와 - 이시이 마사노리 (제4화)
미라클 보온병의 하청 회사로, 모아이이나 에노모토도 인정하는 기술력을 가진 사가미가와 제작소의 사장.
소마 - 히라이즈미 세이 (제7화)
소마 공업 사장.
구엔 안 신 - 카비라 지에이 (제8화)
베트남 기업 〈Sai Gon Electric Industry〉 간부 사원으로, 일본 법인의 담당자.
츠쿠다 모토오 - 오우미야 타로 (제9화)
전법률 사무소 소장으로 미라클 일렉트로닉스의 고문 변호사.

## 스태프
- 각본 - 후루야 카즈나오, 사쿠라이 츠요시
- 플롯 협력 - 우야마 케이스케
- 음악 - 사토 나오키
- 연출 - 스즈키 마사유키, 히라노 신, 카나이 히로
- 연출 보조 - 카나이 히로, 미츠하시 토시유키
- 음향 효과 - 우에다 마리카
- 타이틀 백·VFX - 야마모토 마사유키
- 협력 - 기타벳푸 마나부 (제1화)
- 프로듀스 - 마키노 타다시, 무라세 켄
- 라인 프로듀스 - 타케다 히로코
- 제작·저작 - 후지 TV 드라마 제작 센터

## 주제가
- The Rolling Stones 〈Jumpin' Jack Flash〉[1]

## 방송 일자
| 각 화                                                       | 방송일           | 부제                                                  | 연출            | 시청률 |
| ----------------------------------------------------------- | ---------------- | ----------------------------------------------------- | --------------- | ------ |
| 제1화                                                       | 2012년 10월 22일 | 첫 가난…5백 엔 버는 건 어렵다                         | 스즈키 마사유키 | 16.9%  |
| 제2화                                                       | 2012년 10월 29일 | 가난하다는 것은 약한거야?                             | 스즈키 마사유키 | 18.8%  |
| 제3화                                                       | 2012년 11월 5일  | 1만 엔 라멘                                           | 히라노 신       | 15.2%  |
| 제4화                                                       | 2012년 11월 12일 | 마지막 한 명도 왔다                                   | 히라노 신       | 18.4%  |
| 제5화                                                       | 2012년 11월 19일 | 기적의 시작                                           | 스즈키 마사유키 | 15.7%  |
| 제6화                                                       | 2012년 11월 26일 | 일본에서 가장 가난한 사장, 탄생!                      | 히라노 신       | 18.1%  |
| 제7화                                                       | 2012년 12월 3일  | 대역전                                                | 스즈키 마사유키 | 17.2%  |
| 제8화                                                       | 2012년 12월 10일 | 안녕…그리고, 고마워                                   | 카나이 히로     | 20.1%  |
| 제9화                                                       | 2012년 12월 17일 | 최후의 투쟁~저마다의 생각                             | 히라노 신       | 17.4%  |
| 최종화                                                      | 2012년 12월 24일 | 일부 생방송 스페셜 성스러운 밤에 일으키는 마지막 기적 | 스즈키 마사유키 | 18.7%  |
| 평균 시청률 17.7% (시청률은 칸토 지구·비디오 리서치사 조사) |                  |                                                       |                 |        |

- 첫회·최종회 30분 확대 (21:00 ~ 22:24)
- 제7화· 제8화 15분 확대 (21:00 ~ 22:09).
- 키무라가 단독 주연 한 민방의 연속 드라마 첫회 시청률로서는 처음으로 20%를 밑돌았다.[3] 그러나, 첫회 시청률보다 2화의 시청률이 높다고 하는, 키무라 주연의 드라마에서는 《잠자는 숲》이래 14년만의 희귀한 현상이 일어났다.
- 최종화의 마지막 장면 생방송. 게츠9 드라마에서 생방송을 실시하는 것은 《내가 연애할 수 없는 이유》 최종화 이래이다.